# Bloch: Der Kinderfreund
Der Kinderfreund ist ein deutscher Fernsehfilm von Kilian Riedhof aus dem Jahr 2007. Es ist die elfte Episode der Fernsehreihe Bloch.
Ein Lehrer, der seine verborgene pädophile Neigung erkannt hat, begibt sich darin freiwillig zu Maximilian Bloch in Therapie. Als das bekannt wird, ist er der Vorverurteilung seiner Mitmenschen ausgesetzt.

## Handlung
Bloch bemerkt zufällig, als er Tommy aus der Schule abholen will, dass ein Lehrer auffällig zärtlich mit einer seiner Schülerinnen umgeht. Bloch kann nicht anders und spricht ihn nach langer Überlegung darauf an. Michael Liebknecht leugnet pädophil zu sein, er hätte nur Marlene Trost gespendet, da sie derzeit zu wenig Zuspruch von zu Hause erfährt. Verunsichert entzieht er sich Blochs weiteren Fragen. Doch schon am nächsten Tag begibt er sich zu ihm in seine Praxis und möchte, dass er ihn therapiert. Bloch rät ihm als erstes seinen Beruf aufzugeben, da die Anwesenheit von Kindern für ihn immer eine Herausforderung sein wird. Da Liebknecht jedoch meint, dass er nicht generell auf alle Kinder, sondern nur auf Marlene fixiert wäre, willigt Bloch ein ihn zu therapieren. Dazu erwartet er, dass Liebknecht die Therapie ernst nimmt und auch mit seiner Frau spricht. Als er sich ihr offenbart überrascht es sie sehr, dass ihr Mann sich von einer Zwölfjährigen angezogen fühlen soll. Er kann ihr auch nicht erklären, warum er so ist, wie er ist. Er hätte schon als Kind das Gefühl gehabt, irgendwie „komisch“ zu sein.
Die Tatsache, dass Liebknecht sich von Marlene distanzieren muss, veranlasst sie zu rebellieren. Aufsässig und provokant stört sie den Unterricht und es fällt ihrem Lehrer schwer, sie nicht trösten zu dürfen. Als es einen Vorfall gibt, der massiven Verdacht an einem sexuellen Missbrauch an Marlene nährt, hat das Konsequenzen für Liebknecht. Er muss sich vor dem Schuldirektor und der Elternschaft verantworten, seine Frau Heike verlässt ihn und er erhält anonyme Drohanrufe.
Nachdem es Bloch gelingt von Marlene die Wahrheit zu erfahren und diese der besorgten Elternschaft zu übermitteln, scheint Liebknechts Leben wieder in die gewohnten Bahnen zurückzukehren. Doch als den Schuldirektor und Marlenes Mutter ein anonymer Brief erreicht, in welchem steht, dass der Lehrer aufgrund seiner pädophilen Neigung in Behandlung ist, bricht seine Welt erneut zusammen. Die Situation eskaliert, als Marlene plötzlich verschwindet und die Eltern der Klassenkameraden Liebknecht dafür verantwortlich machen. Vorsorglich hat dieser sich in einer Hütte versteckt, die nach Eintreffen der aufgebrachten Eltern von einem Brandsatz getroffen wird. Blochs mutigem Eingreifen ist es zu verdanken, dass der Lehrer diesen Anschlag überlebt. Marlene taucht währenddessen unversehrt wieder auf und versteht die ganze Aufregung nicht.

## Hintergrund
Der Kinderfreund ist eine Koproduktion des Südwestfunk und des Westdeutschen Rundfunks und wurde zusammen mit Maran Film vom 30. Oktober 2006 bis zum 1. Dezember 2006 in Köln und Umgebung gedreht. Der Film entstand nach einer Konzeption von Peter Märthesheimer und Pea Fröhlich und wurde am 13. Juni 2007 im Rahmen der ARD-Reihe „FilmMittwoch im Ersten“ zum ersten Mal zur Hauptsendezeit gesendet.

## Rezeption

### Einschaltquote
Der Film wurde bei seiner Erstausstrahlung am 13. Juni 2007 von 3,83 Millionen Zuschauern gesehen, was einem Marktanteil von 14,3 Prozent entsprach.

### Kritik
Rainer Tittelbach von tittelbach.tv stellt anerkennend fest: „Dieser ‚Bloch‘ wagt sich an eines der letzten Tabu-Themen. Pädophilie sorgte in der Medienwelt bislang allenfalls für grelle Schlagzeilen. Der Psychologe und Autor Marco Wiersch näherte sich dem Thema über eine real praktizierte Form der präventiven Therapie. Fabian Hinrichs spielt diesen Unglückseligen als einen Zwiespalt auf zwei Beinen, das sprichwörtliche schlechte Gewissen. Für ihn markiert diese Figur ‚einen Grenzfall zwischen Normalität und Krankheit‘. Ein herausragender Film, weil er eine Diskussion ermöglicht!“
Bei Spiegel Online findet Christian Buß: „Die stille und unaufgeregte Episode […] stellt so gesehen einen Tabubruch dar. Hinschauen statt wegschließen: ‚Der Kinderfreund‘, so der Titel der Folge, ist die detailgenaue, durchaus auch emotionale Annäherung an einen Pädophilen. Es geht um seine Verzweiflung, seine Einsamkeit, seine Sehnsucht. Manchmal hat man sogar ein bisschen Mitleid mit dem Mann. Ein riskanter Akt. Doch Regisseur Killian Riedhof und Autor Marco Wiersch arbeiten präzise; der schmale Grat vom Verständnis zur Verharmlosung wird niemals überschritten.“
Tilmann P. Gangloff meint bei Kino.de zu diesem Film: „Obwohl die Geschichte das Zeug zum Thriller hat, inszeniert Kilian Riedhof, der das Drehbuch zusammen mit Marco Wiersch schrieb, den Film zwar mit hoher Intensität, aber auch therapeutisch gelassener Distanz. […] Gerade weil Riedhof auf jede Effekthascherei verzichtet, gelingt ihm die Gratwanderung: Nie kommt auch nur der Hauch von Spekulativität auf. Alle Beteiligten haben spürbar Wert darauf gelegt, das heikle Thema nicht als billigen Vorwand zu missbrauchen, um Aufsehen zu erregen. Die ungewöhnlich konzentrierte Umsetzung wiederum dürfte nicht zuletzt dem Hauptdarsteller zu verdanken sein.“
Die TV Spielfilm vergab für den „vorurteilslosen TV-Krimi um ein diffiziles Thema“ die bestmögliche Wertung, einen Daumen nach oben, und schrieb: „Großes Lob für dieses mutige, differenzierte und packende Krimidrama, in dem ein Pädophiler nicht nur Täter, sondern Mensch sein darf. Grandios: Fabian Hinrichs als zwischen Begehren und Selbstekel zerriebener Padägoge.“ Fazit: „Ein Lehrstück, das jede Minute fesselt.“